# Сельское поселение Хворостянка
Сельское поселение Хворостянка — муниципальное образование в Хворостянском районе Самарской области.
Административный центр — село Хворостянка.

## Административное устройство
В состав сельского поселения Хворостянка входят:
- село Хворостянка,
- село Чувичи.